# Jacob Bicker
Jacob Bicker, ridder van Sint Marcus (Amsterdam, 1612 - aldaar, 1676), telg uit het Amsterdamse geslacht Bicker, was een Nederlandse militair.
Zijn vader was Jacob Jacobsz Bicker de Vrij, majoor der troepen in Amsterdam, en zijn moeder was Anna Roelofsdr de Vrij.
In 1639 trouwde hij met Alida Bicker, dochter van Andries Bicker en van Cathrina Gansneb Tengnagel. Het echtpaar woonde op de Oudezijds Achterburgwal en bezat voorts twee buitengoederen. In 1646 was hij Kapitein majoor van het garnizoen te Amsterdam en schepen van 's Graveland. Tussen 1656 en 1676 was hij schout van 's Graveland.
Jan Vos dichtte over Maria het vers Den Eed. Gestr. Heer Jakob Bikker, Ridder der ordre van S. Mark: Opper-Wachtmeester en Kapitein t'Amsterdam. Getekend door Vaillant:

Hier ziet men Bikker, door 't penseel van verf geschapen: Den Ridder die de Stadt bewaakt door zyne dolk. Waar wakkre krygsluy zyn, is 't veiligh om te slaapen. Den zeeleeuw past een man, die 't brullend' oorlogsvolk, Zoo heet op roof en moordt, durft stutten voor het woeden. De Bikkers zyn om 't Recht der Vryheidt te behoeden.